# Point Fortin Civic Football Club
Il Point Fortin Civic Football Club, meglio nota come Point Fortin Civic, è una società di calcio trinidadiana, con sede a Point Fortin.

## Storia
La squadra venne fondata nel 1967. Nel 1969 vinse la Trinidad & Tobago FA Cup, battendo in finale l'Harvard.
Nel 2008 si fuse con il Southeast Drillers per dare origine al South End. L'esperienza del South End terminò nel 2011 e successivamente venne ripristinato il Point Fortin Civic. La squadra tornò a giocare nella massima serie trinidadiana nel 2013, ottenendo nella stagione 2019-2020 il miglior piazzamento in campionato mai ottenuto nella storia del club, ovvero il terzo posto finale.

## Palmarès

### Competizioni nazionali
- Trinidad & Tobago FA Cup: 1

1969